# Potentiel de préparation
En neurologie, le Bereitschaftspotential ou BP (en allemand pour "potentiel de préparation"), également appelé potentiel pré-moteur ou potentiel de préparation (RP), est une mesure de l'activité dans le cortex moteur et la zone motrice supplémentaire du cerveau avant le mouvement musculaire volontaire. Le BP est une manifestation de la contribution corticale à la planification motrice préalable au mouvement volitionnel. Il a été enregistré et rapporté pour la première fois en 1964 par Hans Helmut Kornhuber et Lüder Deecke à l'Université de Fribourg en Allemagne. En 1965, la publication complète est parue après de nombreuses expériences de contrôle.

## Découverte
Au printemps de 1964, Hans Helmut Kornhuber (alors maître de conférences et médecin-chef au département de neurologie, sous la direction du professeur Richard Jung, à l'hôpital universitaire de Fribourg en Brisgau) et Lüder Deecke (son doctorant) sont allés déjeuner à la 'Gasthaus zum Schwanen' au pied de la colline du Schlossberg à Fribourg. Assis seuls dans le magnifique jardin, ils ont discuté de leur frustration face à la recherche cérébrale passive dominante à l'échelle mondiale et de leur désir d'examiner l'action auto-initiée du cerveau et de la volonté. Ils ont donc décidé de rechercher les potentiels cérébraux humains liés aux actes volitionnels et de prendre le mouvement volontaire comme paradigme de recherche.
La possibilité de faire des recherches sur les potentiels cérébraux électriques précédant les mouvements volontaires est arrivée avec l'avènement de l'« ordinateur des transitoires moyens » (ordinateur CAT), inventé par Manfred Clynes, le premier instrument simple disponible à l'époque dans le laboratoire de Fribourg. Dans l'électroencéphalogramme (EEG), peu de choses sont visibles avant les actions, à part une diminution inconstante du rythme α (ou μ). Les jeunes chercheurs ont stocké l'électroencéphalogramme et l'électromyogramme des mouvements auto-initiés (flexions rapides des doigts) sur bande et ont analysé les potentiels cérébraux précédant les mouvements, en inversant le temps avec le début du mouvement comme déclencheur, en retournant littéralement la bande pour l'analyse, car ils n'avaient pas de lecture inversée ni d'ordinateur programmable. Un potentiel précédant le mouvement volontaire humain a été découvert et publié la même année. Après une investigation détaillée et des expériences de contrôle, telles que les mouvements passifs des doigts, le Citation Classic avec le terme Bereitschaftspotential a été publié.

## Mécanisme

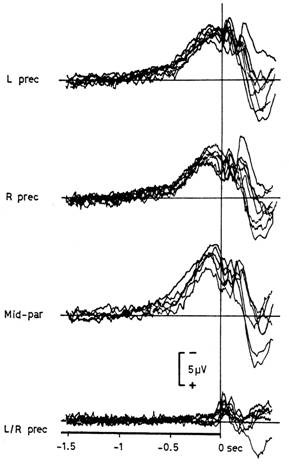
Enregistrement typique d'un Bereitschaftspotential

Le BP est de dix à cent fois plus petit que le rythme α de l'EEG ; ce n'est qu'en moyennant, en reliant les potentiels électriques au début du mouvement, qu'il devient apparent. La figure montre les changements lents typiques du potentiel DC cortical, appelé Bereitschaftspotential, précédant les flexions rapides volitionnelles de l'index droit. La ligne verticale indique l'instant du déclenchement t = 0 (première activité dans l'EMG du muscle agoniste). Les positions d'enregistrement sont précentral gauche (L prec, C3), précentral droit (R prec, C4), mid-pariétal (Pz) ; il s'agit d'enregistrements unipolaires avec les oreilles reliées comme référence. La différence entre le BP en C3 et en C4 est affichée dans le graphique le plus bas (L/R prec). Superposées sont les résultats de huit expériences obtenues chez le même sujet (B.L.) à différents jours. Voir Deecke, L.; Grözinger, B.; Kornhuber H.H. (1976)
Notez que le BP a deux composants, le premier (BP1) allant de −1.2 à −0.5 ; le second (BP2) de −0.5 jusqu'à juste avant 0 seconde. La positivité pré-mouvement est encore plus petite, et le potentiel moteur, qui commence environ cinquante à soixante millisecondes avant le début du mouvement et atteint son maximum dans la zone précentrale contralatérale de la main, est encore plus petit. Ainsi, il est nécessaire de faire très attention pour observer ces potentiels : un déclenchement exact par le début réel du mouvement est important, ce qui est particulièrement difficile avant les mouvements de la parole. De plus, les artefacts dus aux mouvements de la tête, des yeux, des paupières, de la bouche et à la respiration doivent être éliminés avant la moyenne, car ces artefacts peuvent être d'une telle ampleur qu'il est difficile de les rendre négligeables même après des centaines de balayages. Dans le cas des mouvements oculaires, les potentiels des muscles oculaires doivent être distingués des potentiels cérébraux. Dans certains cas, des expériences animales ont été nécessaires pour clarifier l'origine de certains potentiels comme l'onde R. Il a donc fallu de nombreuses années avant que certains autres laboratoires puissent confirmer les détails des résultats de Kornhuber & Deecke. En plus des mouvements des doigts ou des yeux mentionnés ci-dessus, le BP a été enregistré avant des mouvements volontaires du poignet, du bras, de l'épaule, de la hanche, du genou, du pied et des orteils. Il a également été enregistré avant de parler, d'écrire et même de déglutir. Le BP a aussi été enregistré avant l'arrêt volontaire du mouvement et avant l'arrêt du discours. Ces enregistrements sont rendus possibles par l'absence de la préparation de mouvement involontaire (qui peut provoquer des artefacts), tandis que dans les actions de vie quotidienne comme le déjeuner, l'exécution de gestes et la prise de décision lors de l'action sont d'ordinaire un mélange de facteurs moteurs et cognitifs.

## Applications et implications
Le BP est utilisé comme outil en neurosciences, permettant d’étudier la préparation cérébrale avant des actions volontaires. Par exemple, il est utilisé pour des études sur le contrôle moteur et la prise de décision. Il a également des applications dans des domaines cliniques comme l’étude des troubles du mouvement et la neuroprothèse, notamment pour développer des dispositifs permettant de prédire le mouvement ou d’améliorer les interfaces cerveau-machine.